# Rivière Kaminahikuschit
Rivière Kaminahikuschit är ett vattendrag i Kanada.   Det ligger i provinsen Québec, i den östra delen av landet, 700 km norr om huvudstaden Ottawa.
Trakten runt Rivière Kaminahikuschit består huvudsakligen av våtmarker. Trakten runt Rivière Kaminahikuschit är nära nog obefolkad, med mindre än två invånare per kvadratkilometer.